# Бункер Эперлек

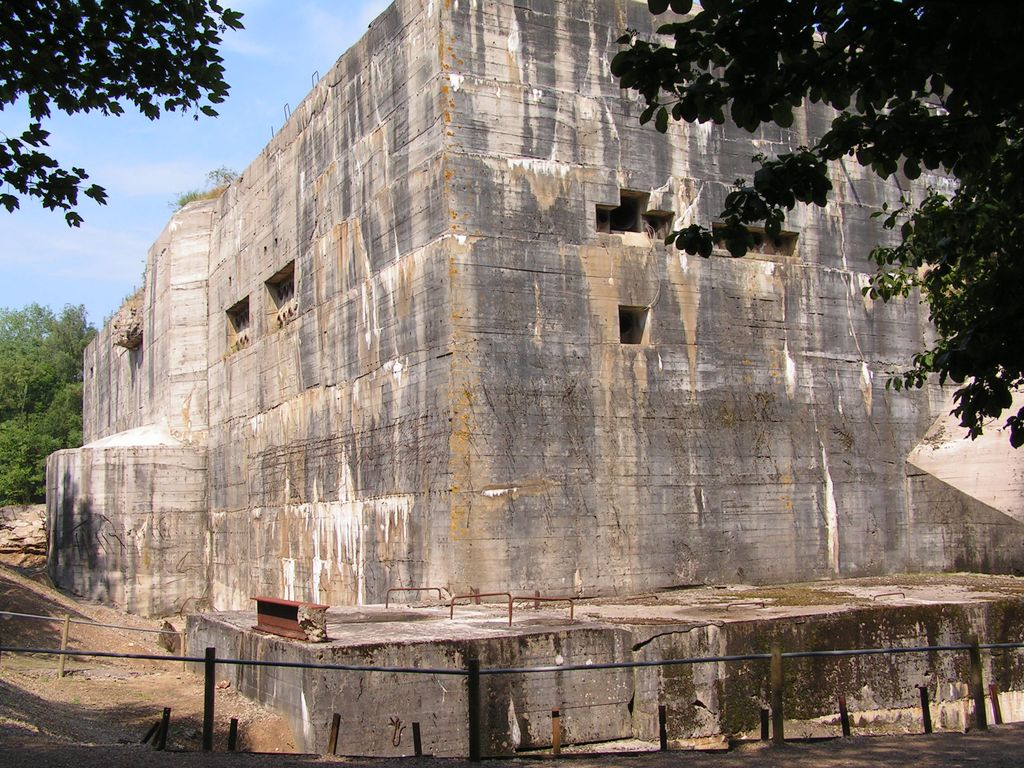

Бункер Эперле́к (фр. Le Blockhaus d'Éperlecques) — германский бункер на севере Франции, на территории коммуны Эперлек (департамент Па-де-Кале), в десяти километрах к северо-западу от Сент-Омера. Был построен в годы Второй Мировой как часть германской программы Оружие возмездия, как защищенный от воздушных бомбардировок подземный комплекс для предстартовой подготовки и заправки ракет Фау-2. Предполагалось, что бункер сможет размещать до 100 ракет и производить достаточно жидкого кислорода для ежедневного запуска 36 ракет. Интенсивные бомбардировки британских и американских ВВС в 1943 году привели к частичному разрушению конструкции, и в итоге строительство было прекращено.

## История
Строительство подземных пусковых комплексов для запуска ракет Фау-2 по Лондону было начато германским командованием в 1943 году. Будучи абсолютно революционным оружием для своего времени, Фау-2 нуждалась в тщательной предстартовой подготовке и заправке быстроиспаряющимся жидким кислородом. Ежедневное производство жидкого кислорода в Германии в 1942 году составляло порядка 215 тонн, в то время как каждый запуск ракеты Фау-2 требовал 15 тонн, что ясно говорило о необходимости расширения производства и экономии запасов. В довершение всего, заправленную ракету можно было перевозить только вертикально, что требовало максимально сократить дистанцию от комплекса подготовки до стартовой площадки.
Ограниченный радиус действия Фау-2 (320 километров максимум) означал, что предприятия, осуществляющие производство жидкого кислорода и предстартовую подготовку ракет, неизбежно окажутся в радиусе эффективной досягаемости союзной авиации и будут подвергаться массированным бомбардировкам. Люфтваффе в 1943 году было совершенно не в состоянии защитить пусковые комплексы, что означало, что пусковые сооружения должны быть или сильно рассредоточены и мобильны, или укрыты в непроницаемых для бомб бункерах.
По политическим причинам, возобладала вторая точка зрения. В качестве аргумента в её пользу выдвигался тезис о сравнительной успешности постройки бункеров подводных лодок на базах германского ВМФ. Но при этом не учитывалось, что строительство этих бункеров было начато ещё в 1941—1942 годах, когда германские ВВС могли сравнительно эффективно защищать строительные площадки. Как показали результаты бомбардировочных налетов 1943 года, интенсивные бомбардировки вполне могли сделать строительные площадки бункеров непригодными для использования.

## Конструкция

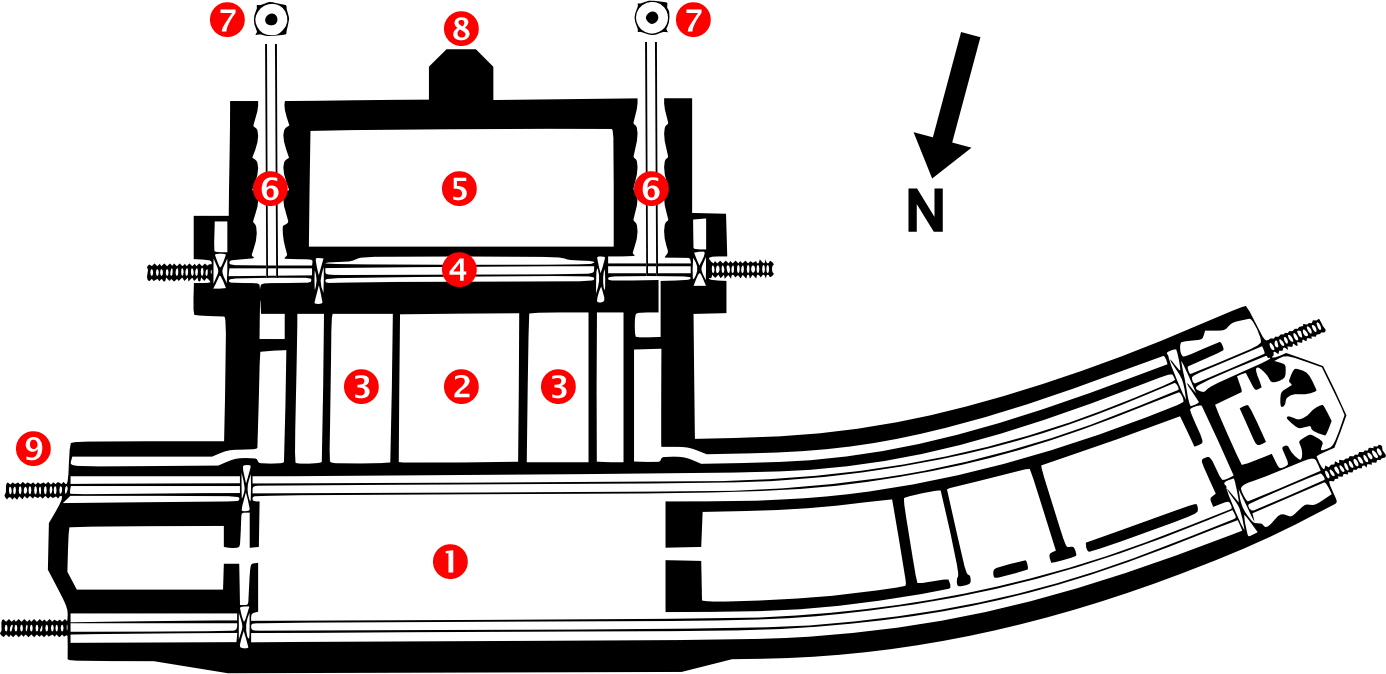
Схема бункера Уаттен:
1 — железнодорожная станция для доставки ракет
2 — хранилище жидкого кислорода
3 — тоннели для транспортировки ракет
4 — зал предстартовой подготовки
5 — завод жидкого кислорода
6 — тоннели для доставки ракет на пусковые
7 — пусковые установки
8 — центр контроля
9 — железная дорога

Два возможных дизайна подземного комплекса предстартовой подготовки были рассмотрены в 1942 году. Первый — B.III-2a — предусматривал, что доставленные в бункер ракеты будут снаряжаться, заправляться и далее транспортироваться к расположенным на некотором отдалении стартовым площадкам. Второй — B.III-2b — предполагал запуск ракет с стартовой площадки непосредственно на крыше бункера, куда они должны были доставляться специальным элеватором.
В конечном итоге, за основу был выбран дизайн B.III-2a, но существенно увеличенный в размерах, чтобы вместить дополнительно фабрику жидкого кислорода, необходимую для заправки ракет.
Конструкция бункера состояла из трёх главных элементов. Основная его часть имела 92 метра в ширину и 28 метров в высоту. В ней должен был располагаться кислородный завод и зал предстартовой подготовки и сборки доставленных со склада ракет. Верхний ярус бункера располагался на глубине 6 метров под землёй и его стены в этой части достигали толщины 7 метров. Пять установленных на кислородном заводе компрессоров могли бы производить каждый по 10 тонн жидкого кислорода в сутки, и в наличии имелись ёмкости для хранения 150 тонн жидкого кислорода. Центральная часть бункера могла вместить до 108 разобранных ракет.
С севера к основному бункеру примыкало второе подземное сооружение, представлявшее собой укреплённую железнодорожную станцию. На ней должны были разгружаться поезда, доставляющие в комплекс ракеты, боеголовки, и цистерны с топливом. Станция была соединена веткой железной дороги с находящейся всего в 1,2 км от автомагистрали, что позволяло эффективно и быстро доставлять грузы в комплекс.
Доставленные ракеты на транспортных грузовиках перевозились по тоннелям в основной бункер, где собирались, снаряжались и, установленные в вертикальное положение — заправлялись для пуска. Из центрального бункера, ракеты доставлялись через расположенные в южной части двери к стартовым площадкам. Запуски ракет контролировались с командной башни, расположенной над основным бункером.
Третьим элементом бункера была расположенная отдельно на севере подземная электростанция, мощностью в 2000 л. с. и способная генерировать до 1,5 Мвт.
Для контроля полета ракет, в нескольких километрах к югу от Сен-Омуа, был установлен радар «Вюрцбург», способный отслеживать начальную траекторию полёта. Радарный контроль позволял операторам возможно дольше отслеживать курс полёта ракет, повышая точность наведения.

## Строительство
В ноябре 1942 года Альберт Шпеер распорядился о постройке двух бункеров в районе Па-Де-Кале. Каждый бункер, защищенный 5-метровой железобетонной крышей, должен был вмещать 118 ракет, вмещать достаточно топлива и производить достаточно жидкого кислорода для достижения темпов пуска по 36 ракет в сутки. В декабре 1942 года, специальная комиссия выбрала район городка Уаттен, в провинции Артуа, для размещения стартового комплекса.
Позиция для будущего бункера была тщательно подобрана исходя из инфраструктуры региона. Выбранная площадка находилась вблизи основной железнодорожной магистрали между Кале и Сен-Омуа, рядом протекал судоходный канал, впадающий в реку Аа. Располагаясь в 117 километрах от Лондона и в 24 км от берега моря, площадка была надежно защищена от возможных обстрелов с моря высокими утесами. Помимо этого, рядом находилась крупная база Люфтваффе, что обеспечивало быстрое прибытие немецких истребителей для отражения воздушных атак союзников.
Строительство началось в феврале 1943 года. До 6 000 рабочих (в основном, военнопленные и узники концентрационных лагерей) непрерывно работало на строительстве в тяжелейших условиях. Строительные материалы доставлялись в Уаттен на баржах или по железной дороге. Всего на постройку бункера было израсходовано свыше 200 000 тонн бетона и 20 000 тонн лучшей конструкционной стали.

## Разрушение
Ещё в апреле 1943 года союзная авиаразведка на основании фотографий огромных траншей, вырытых в грунте для постройки бункера, предположила, что в районе Уаттена ведётся какое-то масштабное строительство. При этом назначение этих конструкций для союзников оставалось неясным: лорд Чеуэлл, научный советник Уинстона Черчилля признал, что он не может объяснить, зачем немцам нужны эти сооружения, но «если для врага имеет смысл строительство этих сооружений, то для нас тем более имеет смысл их разрушение»
В конце мая 1943 года генерал Эйзенхауэр внёс объект в Уаттене  в список целей бомбардировочной кампании операции «Арбалет» (operation «Crossbow»). 6 августа разведка особенно рекомендовала скорее начать бомбардировки Уаттена, так как работы над бункером продвигались достаточно быстро, и он должен был быть, по мнению англичан, введен в эксплуатацию в ближайшие сроки. Хотя предназначение бункера ещё оставалось неясным, англичане уже предполагали, что он может иметь что-то общее с германской ракетной программой или же является защищенным командным центром в рамках «Атлантического Вала». В любом случае для них это была очень важная цель.
27 августа 1943 года, 187 бомбардировщиков Boeing B-17 Flying Fortress атаковали Уаттен. В ходе получасовой бомбардировки, было сброшено общим счетом 368 910-килограммовых бомб. Два бомбардировщика были сбиты — один истребителями Люфтваффе, другой поврежден зенитным огнём и совершил аварийную посадку в Британии. Также были сбиты два истребителя сопровождения.

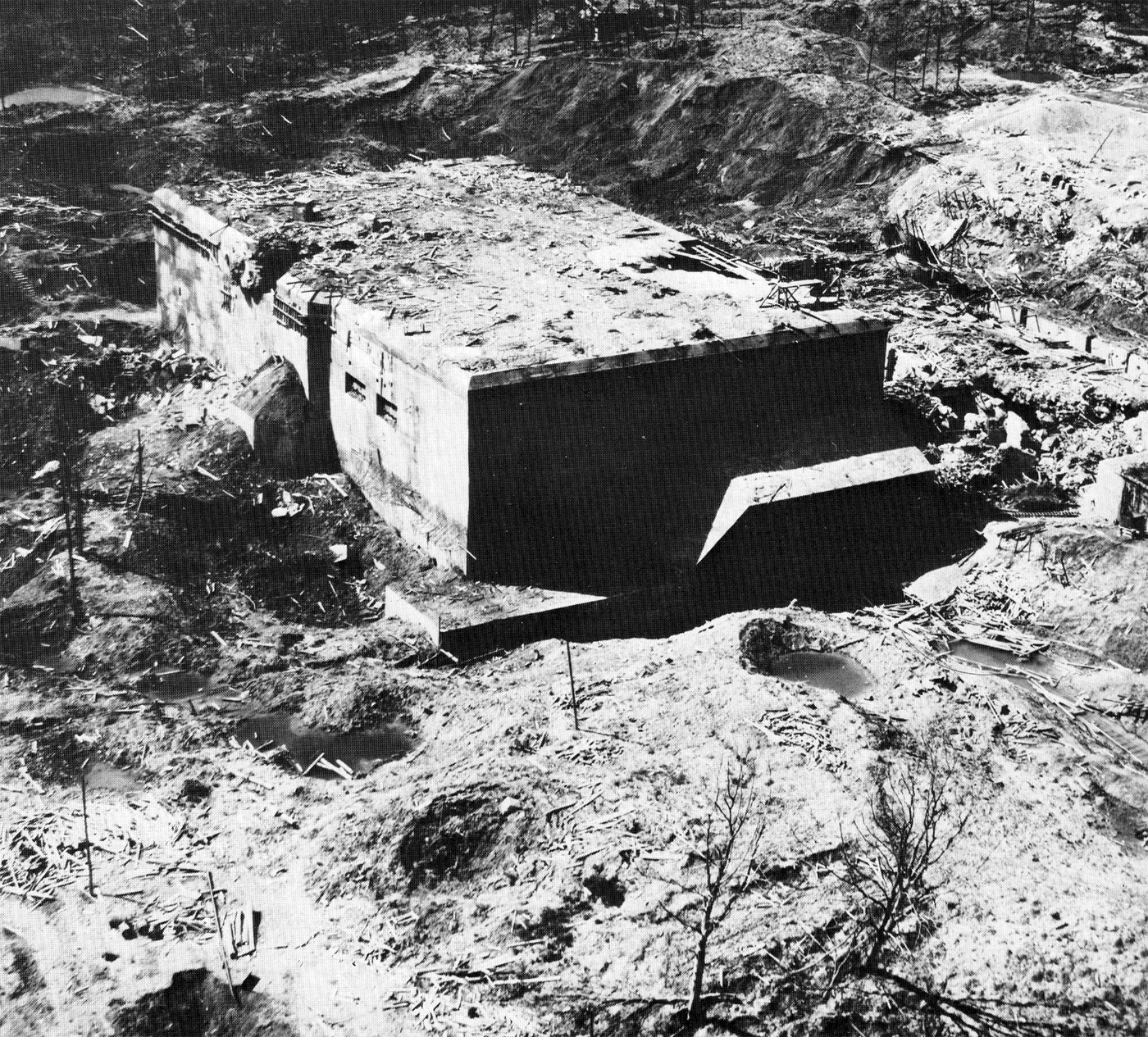
Вид бункера после бомбардировки 27 августа 1943

Результаты налета были катастрофическими для немцев. Незавершенная железнодорожная станция на севере бункера была полностью уничтожена. Не успевший застыть полностью цементный раствор был буквально перемолот авиабомбами, и, застывая, превратил всю северную часть комплекса в сплошное месиво бетона, стали и обломков гранита. Изначально союзники планировали, что воздушный рейд будет совершен в период перемены смен работающих на строительстве военнопленных, чтобы минимизировать жертвы среди них. Но вмешались форс-мажорные обстоятельства — в день бомбардировки германский комендант изменил график работ, о чём союзники не знали. Это непредвиденное стечение обстоятельств привело к гибели под бомбами нескольких сотен военнопленных.
Разрушения, причиненные налетом союзников были таковы, что немцы были вынуждены отказаться от планов использования бункера как стартовой площадки. Было решено, что менее пострадавшая центральная часть конструкции будет использована как основа для постройки защищенного кислородного завода, функции же по запуску ракет должны были быть переданы новому проектируемому комплексу Купол Визерне. Чтобы защитить стройплощадку Уаттена от последующих налетов, было решено изменить систему: теперь в первую очередь была построена гигантская бетонная крыша толщиной в 5 метров и весом в 37000 тонн. После застывания бетона, крыша была приподнята с помощью опор, и использовалась для прикрытия работ над строительной площадкой. Продолжающиеся бомбардировки союзников наносили очень небольшой урон укрытому комплексу (подтвердив правильность идеи), хотя окружающая местность была практически полностью разрушена. Работы на площадке Уаттен продолжались до 17 июля 1944 года, когда союзники применили впервые своё новое оружие — 5-тонные авиабомбы Tallboy, способные, при падении с большой высоты, на сверхзвуковой скорости пробивать грунт на глубину до 30 метров и детонировать, вызывая эффект искусственного землетрясения. Бетонная крыша Уаттена была пробита, и стройплощадка подверглась почти полному разрушению. 18 июля 1944 года работы над Уаттеном были остановлены.
Союзники захватили бункер 4 сентября 1944 года. Немцы, эвакуировавшись за несколько дней до этого, вывели из строя помпы, откачивающие воду с площадки, и бункер оказался затоплен.
Техническая комиссия союзников, осматривавшая бункер 10 сентября, сочла, что наиболее вероятным его предназначением было производство жидкого кислорода, и предположила (ошибочно), что бункер не должен был применяться с какими-либо наступательными целями, в отличие от Визерне. Сильно разрушенный бункер не представлял особого интереса, и в феврале 1945 был использован для практических испытаний новых бетонобойных «Диснеевских» бомб, разработанных для ВВС США.

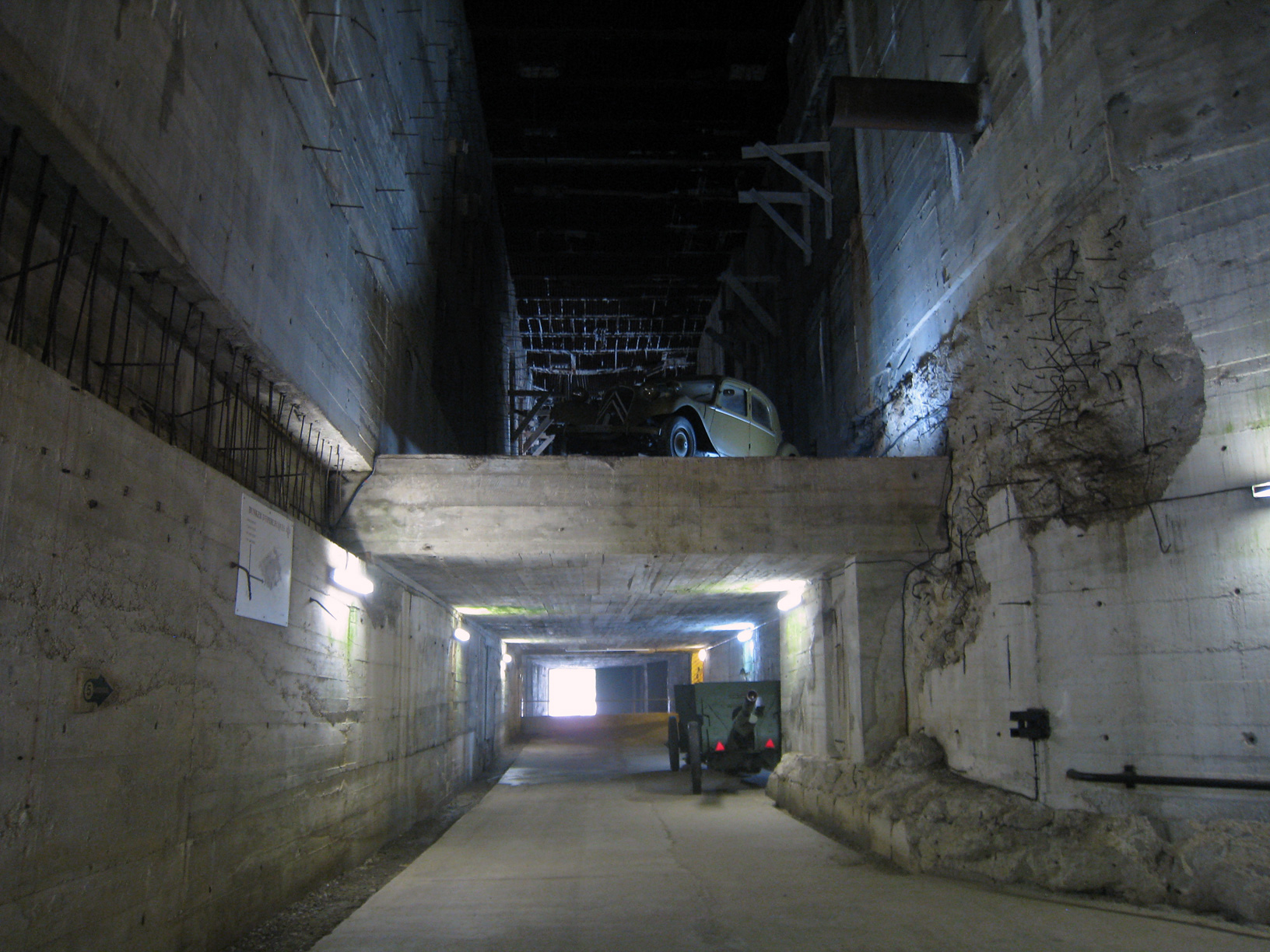
Современный вид бункера-музея

Только после войны, изучив захваченные немецкие архивы, союзники выяснили истинное назначение бункера.

## Современный статус
До 1973 года бункер не использовался для каких-либо целей. В 1973 году владелец территории, на которой находился бункер, открыл его для широкой публики.
В 1986 году бункер был объявлен историческим местом и превращен в музей, посвящённый истории программы Оружие возмездия и оккупации Франции.